# COSMIC ANGELS (プロレス)
COSMIC ANGELS（コズミック・エンジェルズ）は、女子プロレス団体スターダム内で活動するユニット。略称はコズエン。

## 歴史

### ユニット化まで
2020年11月14日、後楽園ホール大会にて中野･白川･ZZ VS 岩谷･キッド･ゴキゲンによる６人タッグマッチが行われる。ZZの正体は9月に東京女子プロレスを退団したウナギ・サヤカであった。試合後に中野･白川･ウナギの３人は、STARS内ユニット「COSMIC ANGELS」の結成を宣言する。
しかし、中野がSTARSリーダーの岩谷に極秘で白川、ウナギ両名をスターダムに招聘した事に対し岩谷がSNS上で「私に黙って次から次へと新しい人連れてきて一体何がしたいの？ 今のメンバーが不満ですか？」と怒りを露にし、岩谷と中野の確執が勃発。SNS上に留まらずその後の試合の際も岩谷は中野の画策を再三問いただすも中野は終始沈黙を貫き通し､確執はさらにエスカレート。
12月16日、アーティスト・オブ・スターダム王座を賭け大江戸隊のビー・プレストリー、刀羅ナツコ、鹿島沙希組と対戦。勝利し、アーティスト王座を戴冠した。
12月20日、アーティスト・オブ・スターダム選手権試合で岩谷麻優、スターライト・キッド、ゴキゲンです☆を下し、初防衛に成功。試合終了直後にリング上で中野がSTARSからの独立を宣言、正式に単独ユニットとして「COSMIC ANGELS」が始動する事となる。

### 2021年
3月3日、日本武道館大会において、中野がジュリアと「ワンダー・オブ・スターダム王座選手権試合&敗者髪切りマッチ」を行い、これを勝し王座を獲得した。同日、白川とウナギがオールスター・ランブルに出場、24選手出場する中でウナギが優勝を果たす。
5月16日、名古屋国際会議場大会にて中野･白川･ウナギ組がアーティスト･オブ･スターダム選手権の防衛戦をDDMの舞華、ひめか、なつぽい組と行う。30分時間切れで王座防衛。同王座5度目の防衛を果たし、最多防衛新記録を樹立。
7月4日、横浜武道館大会にて､空位となっていたフューチャー・オブ・スターダム王座決定トーナメントの決勝でウナギと白川が対戦。同門対決の末に白川が制する。
7月6日、後楽園ホール大会にてQueen's QuestのAZM、林下詩美、上谷沙弥組とアーティスト王座を賭け対戦。勝利し、同王座7度目の防衛を果たす。
7月17日、ベルサール高田馬場大会にてウナギが白川との同門対決を制し、フューチャー・オブ・スターダム王座を奪取。
7月25日、後楽園ホール大会にて､アクトレスガールズを退団した桜井まいが姿を現し、リング上でスターダム参戦を表明。
8月13日、後楽園ホール大会にてスターダム初参戦の桜井がウナギとのフューチャー王座戦に敗れる。試合後、桜井がコズエンに加入の意思を示すがウナギが拒否。しかし、中野がこれを承諾し､正式に加入した。
9月4日、ベルサール新宿グランド大会にてアクトレスガールズを退団した月山和香が姿を現し、リング上でスターダム参戦を表明。
9月28日、都内にて10.9大阪城ホール大会の記者会見・調印式で月山が中野にコズエンへの加入を直訴。そこへ白川･ウナギ･桜井も交わり､しばしの押し問答の末､加入が認められた。
10月3日、名古屋国際会議場大会にてDDMの舞華、ひめか、なつぽい組に破れアーティスト王座を失う。
10月9日､大阪城ホール大会にて行われたフューチャー･オブ･スターダム選手権試合においてウナギが大江戸隊の琉悪夏に破れ､2度目の防衛に失敗し､王座陥落。
12月25日､後楽園ホール大会にて中野・桜井・月山組VS岩谷・葉月・コグマ組のタッグマッチ後、覆面を被った3人組がリング上に乱入し､桜井・月山を襲撃。見かねた中野と岩谷が覆面の一人に連携してダブルトラースキックを見舞うと、覆面が取れ､正体がジュリアであることが露呈。マイクを手にしたジュリアは中野に対し「おい､もうちょっとマトモに試合させろやこのクソ新人ども！」と言い放ち、桜井に耳打ちで勧誘した。これが桜井のDDM移籍へのきっかけとなった。

### 2022年
2月12日、エディオンアリーナ大阪大会のメインイベント､中野･ウナギ･桜井組VSジュリア･MIRAI･テクラ組の試合直後､桜井が「私はジュリアさんのもとでプロレスがしたい。だからDDMに入れて下さい。私はもうダンスの練習なんかしたくない。もっともっとプロレスがしたい。」と宣言し､コズエンを脱退､DDMに移籍。
4月29日、ガントレットマッチを制した直後のマイクパフォーマンス中にCOLOR'Sが乱入し、コズエンとの対戦を志願する。そして、コズエンが勝ったらカラーズがコズエンの練習生に、逆に負けた場合はコズエンがカラーズの候補生となる条件で対戦を約束する。
6月5日、前述の約束通りカラーズとの対戦が実現。結果はコズエンが勝利し、カラーズがコズエンの練習生になるはずだったが、カラーズを吸収すること無く連合軍として共闘を宣言、メンバーは事実上8人となる。
7月9日、DDMとのイリミネーションマッチ中、DDMのなつぽいがリーダーのジュリアにエプロンサイドで顔面にトラースキックを放ち造反。試合直後にリング上で中野にコズエン入りを請願。中野はこれを受け入れ、長期に渡る中野×なつぽいの確執は収束し、なつぽいはコズエン正規メンバーとなる。
10月3日、ウナギが自身のYouTubeチャンネルにて「ギャン期」に突入すると宣言。しかしこの時点ではスターダム退団に関して明言を避けた。
11月3日、広島サンプラザホール大会にて白川が上谷沙弥とのワンダー･オブ･スターダム選手権試合中、上谷が技を失敗し、白川は歯を上下複数本折り､顎の骨にヒビが入る大怪我を負い､欠場する事態に追い込まれたが、12月29日、怪我で欠場していた白川が驚異的回復力で復帰。ウナギとのタッグ「ピンクカブキ」でテクラ＆桜井まい組に勝利し復帰戦を白星で飾った。
しかし、試合終了直後に突如リング上でウナギを急襲､ウナギの顔面にエルボーを打ち込み､ピンクカブキのタッグ解消を表明、ザイヤ・ブルックサイド、マライア・メイと共にコズエン内ユニット「Club Venus」の結成を宣言。通訳係に月山を指名し、以後行動を共にする。
また、この試合以降、ウナギはスターダムを退団しフリーに転向しており、それに伴いコズエンも脱退した。

### 2023年
3月25日、1月からスターダムの退団を賭して初勝利を目指していた月山がキャリア初勝利を飾る。
4月15日、DDMとの8人タッグ戦後、白川が「Club Venus」の独立を宣言し月山と共にコズエンを離脱した。その直後、コズエンの元へ安納サオリが現れ、コズエンに助っ人を申し出た。これにより、初期メンバーが中野1人のみとなってしまった。
6月4日、水森由菜が高橋奈七永との「パッション注入マッチ」に敗れた直後、コズエン入りを宣言した。5月5日の水森の地元である熊本大会では試合後にコズエン入りを仄めかしていた。だが、6月7日にリーダーのたむに加入条件として10kg減量する事を言い渡され、それまでは「みならい」扱いとなった。
8月18日、「NEW BLOOD 10」で水森がなつぽい相手に「COSMIC ANGELS昇格査定マッチ」に臨むも敗れ、さらには体重が60kgを切ってないなどの理由で不合格となった。
9月29日、「NEW BLOOD 11」で水森はたむと再度「コズエン昇格査定マッチ」を行う。試合は水森が敗れるが、この日の水森の体重が58.6kgと15kg以上の減量に成功したこともあって、たむは水森のCA入りを認め、正規メンバーに昇格した。その後、10月になつぽいと中野が立て続けに負傷欠場し、コズエンの活動メンバーが一時的に水森のみとなった。

### 2024年 -
2月4日、中野が復帰。これにより前年10月以来の複数人体制となる。
2月12日、12月にデビューしたばかりの玖麗さやかがコズエン入りを志願。中野がそれを許可して、コズエンに加入。ただし、水森の事例と同じく「みならい」からのスタートとなる。これを水森は「トロピカル審査」とした。
3月10日、この日8ヶ月ぶりに復帰したさくらあやがコズエン入りを宣言。16日に正式に「みならい」として加入する。
4月12日、『STARDOM in KORAKUEN 2024 Apr.』後楽園ホール大会にて、さくらと玖麗が共にトロピカル審査を合格しCOSMIC ANGELS正式加入。
2025年3月3日、中野が上谷との敗者退団マッチに敗れ、スターダムを退団。退団後はフリーランスのレスラーとしてスターダムに参戦を続けた。4月27日、ALLSTAR GRAND QUEENDOM 2025にて、中野が上谷との「敗者引退マッチ」に挑んだものの、敗北し引退。
この中野の退団・引退及び白川が3月にAEWへ移籍したため、結成当時のメンバーが全員スターダムを去った。

## メンバー

### 現在
| メンバー   | 加入          | 備考                              |
| ---------- | ------------- | --------------------------------- |
| なつぽい   | 2022年7月9日  | DDMから移籍、2代目リーダー        |
| 安納サオリ | 2023年4月15日 | 2024年3月まではフリー、副リーダー |
| 水森由菜   | 2023年6月4日  | 9月29日、正規メンバーに昇格       |
| 玖麗さやか | 2024年2月12日 | 4月12日、正規メンバーに昇格       |
| さくらあや | 2024年3月16日 | 4月12日、正規メンバーに昇格       |

#### サポートメンバー
- SAKI （COLOR'S）
- 網倉理奈（COLOR'S）
- 櫻井裕子（COLOR'S）
- タイチ（新日本プロレス）

### 過去
| メンバー       | 加入           | 脱退           | 備考、去就                           |
| -------------- | -------------- | -------------- | ------------------------------------ |
| 桜井まい       | 2021年8月13日  | 2022年2月12日  | DDMへ移籍                            |
| ウナギ・サヤカ | 2020年11月14日 | 2022年12月29日 | 初期メンバー、副リーダー、フリー転向 |
| 白川未奈       | 2020年11月14日 | 2023年4月15日  | 初期メンバー、Club Venus結成         |
| 月山和香       | 2021年9月28日  | 2023年4月15日  | Club Venusへ移籍                     |
| 中野たむ       | 2020年11月14日 | 2025年4月27日  | 初期メンバー、初代リーダー、引退     |

#### サポートメンバー
- 清水ひかり（COLOR'S）

## 入場曲
SUPER NOVA（作編曲：ハセガワシュン）
初期は“タム・ミナ・サヤカ”など様々なワードが収録されているバージョンが使用されていたがウナギの退団と白川の独立からはボーカルがないバージョンを使用。ボーカルがないバージョンはまだ音源化されておらず。